# Запис Маринковића крушка (Сладаја)
Запис Маринковића крушка (Сладаја) се налази на парцели чији је власник Маринковић Милутин.

## Локација
| Општина             | Деспотовац                                                                  |
| Катастарска општина | Сладаја                                                                     |
| Потес               | Шарена вода                                                                 |
| Координате          | 44° 07′ 22″ С; 21° 32′ 52″ И / 44.122799999999998° С; 21.547799999999999° И |
| Надморска висина    | 476m                                                                        |

## Карактеристике
Дендрометријске вредности утврђене на терену и сателитским снимцима:
| Стабло                     | Крушка |
| Висина стабла              | m      |
| Обим дебла                 | m      |
| Пречник крошње             | 5m     |
| Пречник дебла              | m      |
| Висина дебла до прве гране | m      |

## База записа
Запис је у оквиру Викимедија пројекта "Запис - Свето дрво" заведен под редним бројем 0416.